# برنارد س. ويبر
برنارد س. ويبر (بالإنجليزية: Bernard C. Webber)‏ هو عسكري أمريكي، ولد في 9 مايو 1928 في ميلتون في الولايات المتحدة، وتوفي في 24 يناير 2009 في ملبورن في الولايات المتحدة.